# Jean de Baillet
Graaf Jean-Baptiste-François-Hyacinthe de Baillet (Antwerpen, 4 oktober 1757 - Berchem, 7 augustus 1815) was een Zuid-Nederlands politicus en edelman.

## Biografie
Graaf Jean de Baillet was een telg uit de familie de Baillet. Hij was een zoon van de Luxemburgse edelman Bonaventure-Servais de Baillet en Maria Theresia Cogels, een zus van bankier Jan Baptist Cogels. Louis de Baillet Latour, generaal in Oostenrijkse en Napoleontische dienst, was zijn neef.
Hij trouwde in 1778 in Antwerpen met Thérèse du Bois (1758-1836), zus van Ferdinand du Bois, lid van het Nationaal Congres en senator. Ze kregen zeven zoons en twee dochters.
- Charles de Baillet (1780-1843), lid van de Provinciale Staten van Antwerpen, trouwde in 1810 in Antwerpen met Jeanne Guyot (1788-1844). Ze kregen vier zoons en drie dochters, onder wie Charles de Baillet, gouverneur van Namen, met afstammelingen tot heden.
- Joséphine de Baillet (1782-1866), trouwde in 1816 in Antwerpen met burggraaf Charles de Vaernewyck d'Angest (1767-1835), kamerheer van koning Willem I en lid van de Eerste Kamer. Ze kregen zes dochters, met afstammelingen tot heden.
- Henri de Baillet (1785-1869), industrieel, lid van de Provinciale Staten van Zuid-Brabant en provincieraadslid van Brabant, trouwde in 1811 in Brussel met Marie d'Hanosset (1788-1861). Ze kregen een zoon en een dochter, maar zonder nakomelingen.
- Joseph de Baillet (1787-1861), lid van de Provinciale Staten van Zuid-Brabant, burgemeester van Graven, lid van het Nationaal Congres en senator, trouwde in 1809 in Antwerpen met barones Marie-Claire Osy de Zegwaart (1790-1862) dochter van baron Corneille-Baudouin Osy de Zegwaart, bankier. Ze kregen vijf dochters, met afstammelingen tot heden.
- Ferdinand de Baillet (1789-1842), staatsraad, gouverneur van West-Vlaanderen en kamerheer van koning Willem I, trouwde in 1821 in Antwerpen met Catherine Moretus (1800-1830). Ze kregen twee zoons en een dochter, met afstammelingen tot heden.
- Augustin de Baillet (1794-1866), gedeputeerde van Antwerpen, trouwde in 1818 in Antwerpen met Joséphine Moretus (1791-1874).
- Hyacinthe de Baillet (1798-1861), schepen van Antwerpen, gedeputeerde van Antwerpen en volksvertegenwoordiger. Hij bleef vrijgezel.
- Jacques de Baillet (1799-1831), infanterieofficier, trouwde in 1824 in Antwerpen met Sophie de Vos de Hamme (1787-1847).
- Marie de Biallet (1801-1887), trouwde in 1828 in Antwerpen met Louis de l'Escaille (1791-1872). Ze kregen een zoon, met afstammelingen tot heden.

### Loopbaan
De Baillet werd hoofd van de Armenzorg in Antwerpen in 1782 en in 1784 werd hij schepen van deze stad. Bij het uitbreken van de Brabantse Omwenteling vervoegde hij de statisten van Hendrik van der Noot en werd lid van het comité dat in Antwerpen de macht overnam. Toen de tot soeverein congres van de Verenigde Nederlandse Staten omgevormde Staten-Generaal in augustus 1790 nieuw politiek personeel zocht, nam de graaf de Baillet in dit congres zitting. Hij maakte deel uit van de delegatie die op 20 november 1790 in Den Haag aan de Oostenrijkse gevolmachtigde minister Florimond de Mercy-Argenteau een voorwaardelijke wapenstilstand ging aanbieden, en vervolgens, na de verovering van het land door Bender, van de delegatie die de overgave ging aanbieden.
Hij kreeg amnestie en werd in 1793-1794 nog burgemeester van Antwerpen, tot de Franse verovering na de slag bij Fleurus.